# BlazBlue: Chronophantasma
BlazBlue: Chronophantasma (ブレイブルー クロノファンタズマ?, BureiBurū: Kuronofantazuma) è un picchiaduro 2D sviluppato dalla Arc System Works, seguito diretto ufficiale di BlazBlue: Continuum Shift, pubblicato per arcade il 21 novembre 2012, e poi in giappone il 24 ottobre 2013 solo per PlayStation 3. Il gioco è uscito per PlayStation 3 in Nord America il 25 marzo mentre in Europa il 24 aprile 2014.

## Cambiamenti
Il gioco presenta molti cambiamenti e revamp di meccaniche di gioco dal suo predecessore, è stato aggiunto il sistema di OverDrive che al costo di un Esplosione Barriera permette al personaggio che lo ha attivato un potenziamento temporaneo (i buff di personaggi come Ragna e Bang sono stati reimpostati per questa funzione) inversamente proporzionale alla barra di vita, ed il Crush Trigger che permette di usare un 25% della Barra Calore per effettuare un attacco in grado di rompere le difese avversarie.
Inoltre il gioco segna la rimozione di Lambda-11  per essere sostituita da  Nu-13 che non compariva come personaggio giocabile standard dal primo gioco della serie e l'aggiunta di altri nuovi sei personaggi nel roster. In seguito a un aggiornamento previsto per l'autunno del 2014, Lambda-11 tornerà come personaggio giocabile insieme alla "new entry" Celica A. Mercury.

## Personaggi
| Classici | Nuovi                                                       | Edizioni/DLC                                                      |
| --- | ----------------------------------------------------------- | ----------------------------------------------------------------- |
| - Ragna the Bloodedge - Arakune - Bang Shishigami - Carl Clover - Hakumen - Hazama - Iron Tager - Jin Kisaragi - Litchi Faye Ling - Makoto Nanaya - Noel Vermillionv - Platinum the Trinity - Rachel Alucard - Relius Clover - Taokaka - Tsubaki Yayoi - Valkenhayn R. Hellsing - μ-12- - ν-13- | - Amane Nishiki - Azrael - Bullet - Izayoi - Kagura Mutsuki | DLC - Kokonoe - Yūki Terumi Extend - Celica A. Mercury - Λ-No.11- |

Amane Nishiki
Un ragazzo abbastanza effeminato che viaggia per il mondo assieme alla sua troupe di danza. Ha uno stile di combattimento simile ad una danza, la sua Drive è "Spiral" che gli permette di creare trivelle da usare in combattimento.
Bullet
Una mercenaria che si trova nei campi di battaglia fin da ragazzina, e sembra avere connessioni con il Settore 7, la sua Drive "Lockon" permette di avvicinarsi velocemente all'avversario per combattere con una serie di prese.
Azrael
Un mercenario amante della violenza e del combattimento fino alla morte. Viene soprannominato "Cane Pazzo" per la sua tendenza di colpire chiunque gli si pari davanti, che sia un alleato o un nemico. Viene liberato dal Settore 7 con lo scopo di recuperare l'Azure Grimoire di Ragna. La sua Drive "The Terror"  trova automaticamente i punti deboli dell'avversario che possono essere usati per infliggere combo più pesanti.
Izayoi
Il prototipo Murakumo, vera forma di  Tsubaki dopo il rilascio di potere dell'"Arma Sigillata: Izayoi", la sua Drive "Scarlet Justice" aumenta la velocità e potenza dei suoi attacchi dopo aver caricato la sua Gain Art Mode.
Kagura Mutsuki
Uno dei più grandi generali del NOL e membro di una delle famiglie del Duodecim, che segretamente sta preparando un colpo di stato contro l'Imperatore. La sua Drive "Black Gale" permette di accedere a diversi stili di combattimento.
Yuuki Terumi
La vera forma di Hazama, e colui che si cela dietro la creazione del BlazBlue. Precedente uno dei Sei Eroi, Terumi è un uomo sadico con l'ossessione di uccidere e distruggere chiunque. Il suo stile di combattimento particolare contiene più "Distortion Drives" che mosse normali, quindi la sua Drive "Force Eater" permette di rubare l'energia Heat dell'avversario (simile alla Drive di Ragna, che però permette a quest'ultimo di assorbire piccole parti della barra di vita dell'avversario).
Kokonoe
Scienziata del Settore 7 e figlia di Jubei e Nine, due dei Sei Eroi. È la superiore di Iron Tager e nutre un profondo odio per Yuuki Terumi essendo l'assassino di sua madre. Combatte usando principalmente la tecnologia nonostante ella sia brava anche nella magia e la sua Drive "Graviton" gli permette di attivare un congegno magnetico in grado di attrarre il nemico oppure di respingerlo.
Celica A. Mercury
Sorella di Konoe (conosciuta come Nine) e quindi zia di Kokonoe, dopo che la Bestia Nera venne sconfitta ella diventò suora e costruì una chiesa, la stessa che trascorsero Ragna, Jin e Saya prima di venire distrutta da un incendio provocato da Yuuki Terumi. Quella che appare non è la vera Celica ma bensì un Chronophantasma, un clone dislocato dal suo tempo, riportato in vita da sua nipote. Sempre grazie a lei, può combattere con il supporto di Ex Machina: Minerva, un modello basato su Nirvana, il Nox Nyctores di Carl Clover, oltre a usare i suoi poteri magici per ripristinare la propria vita.